# Calidota bahamensis
Calidota bahamensis là một loài bướm đêm thuộc phân họ Arctiinae, họ Erebidae.